# 洋楽シーカーズ
『洋楽シーカーズ』（ようがくシーカーズ）は、NHK-FMで2024年4月6日から2025年3月29日まで計49回放送された洋楽ロック番組である。パーソナリティは伊藤政則と大貫憲章の二人が担当していた。

## 概要
パーソナリティの渋谷陽一が病気のため、2024年3月30日に終了したワールドロックナウ の後継番組として、翌週の2024年4月6日から放送が始まった。前番組がロックに限らず、テクノからヒップホップに至るまで、幅広いジャンルの音楽を扱っていたのに対し、ロックから遠く離れたジャンルの音楽がかけられることはなくなった。
ワールドロックナウが年末に伊藤政則と大貫憲章を迎え、渋谷陽一と3人で１年間を総括する特番を放送していたように、2024年12月28日には髙嶋政宏を迎え2024年を総括する特番を放送した。日本の洋楽ロック界を代表する２人の音楽評論家がパーソナリティを務める番組として、古参の洋楽ロックファンの間で話題となったが、開始から１年後の2025年3月29日に放送終了した。

## 番組構成
- オープニングBGM

The Spirit of Radio（Rush） 
曲のイントロが流れ、そこに伊藤政則と大貫憲章による「洋楽シーカーズ」という掛け声が被さり、番組が始まる。
- 前説

音楽に無関係な、パーソナリティ２人の日常会話。
- 新曲紹介

番組のメインコーナー。パーソナリティの２人がチョイスした新曲をそれぞれ3～4曲ずつ紹介する。
- シングル今昔物語

過去にシングル盤となった名曲にまつわる思い出や裏話を語る。
- リクエストコーナー
- エンディングBGM

Happy Talk（Captain Sensible）